# Alfonso Maria Fusco
Alfonso Maria Fusco (Angri, província de Salern, Campània, 23 de març de 1839 - 6 de febrer de 1910) fou un sacerdot italià, fundador de la congregació de les Germanes de Sant Joan Baptista o Baptistines. És venerat com a beat per l'Església Catòlica.

## Biografia
Nasqué a Angri, primer dels cinc fills d'Aniello Fusco i Giuseppina Schiavone. Era tímid i molt sensible a les necessitats dels pobres, a més de devot. Als onze anys manifestà als seus pares que volia seguir la vida religiosa i el 5 de novembre de 1850 ingressà al seminari de Nocera de' Pagani. Va concebre la idea (ell deia que havia estat en un somni on se li aparegué Jesús) de fundar un convent de germanes que tinguessin cura de nens i nenes orfes. Amb l'ajut de la noble Maddalena Caputo, que volia fer-se religiosa, va fundar, el 26 de setembre de 1878, l'Orde de les Germanes Baptistines del Natzarè, que poc després s'anomenà Germanes de Sant Joan Baptista. El 2 d'agost de 1888 l'institut fou aprovat pel bisbe de Nocera, Luigi del Forno, i Maddalena Caputo en fou la primera superiora. El 29 de setembre de 1889, Fusco va fundar una institució educativa anomenada Opera degli Artigianelli. Morí el 6 de febrer de 1910.
El 7 d'octubre de 2001 fou proclamato beat per Joan Pau II.